# Хаконэ-Юмото (станция)

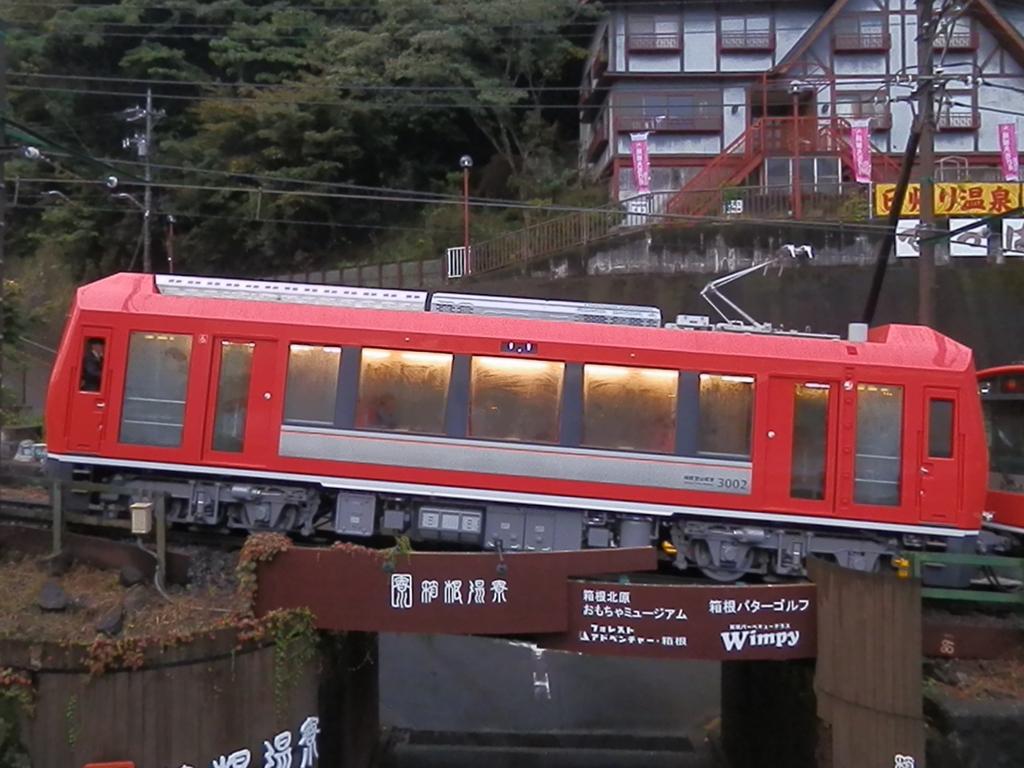
Состав серии 3000 около станции Хаконэ-Юмото

Станция Хаконэ-Юмото (яп. 箱根湯本駅 хаконэ юмото эки) — железнодорожная станция на линии Хаконэ-Тодзан, расположенная в посёлке Хаконе префектуры Канагава. Станция расположена в 6,1 километра от конечной станции линии — Одавара.

## История
Станция была открыта 1-го октября 1888-года, под названием «Станция Юмото» как конечная станция на линии конной железной дороги протянувшейся от станции Кодзу (Линия Токайдо), через станцию Одавара. 1-го июня 1919 года открылось движения поездов типа фуникулёр по электрифицированной ветке до станции Гора, в 1935 году компания Hakone Tozan Railway (основанная в 1928 году) полностью перестроили участок линии от станции Одавара до Хаконэ-Юмото.
С 1950 года было открыто сквозное сообщение с линией Одавара принадлежащей Odakyu Electric Railway. В 2009 году было завершено строительство нового здания станции.

### Планировка станции

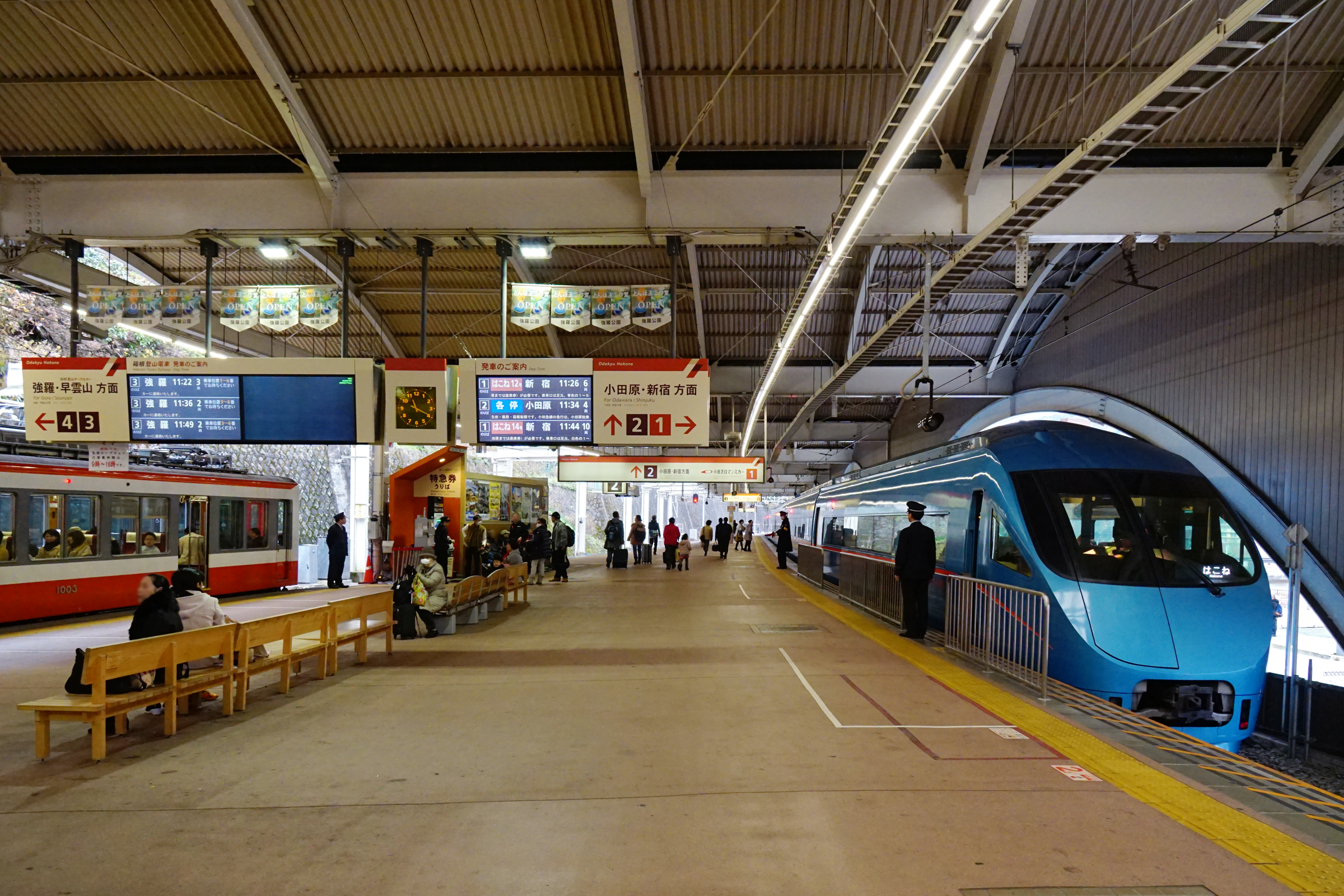
Платформа станции

На станции одна платформа островного типа, а также две боковые платформы и всего 4 пути. Перед станцией находится автобусный терминал, в здании станции расположены туристический информационный центр и так же несколько магазинов.
| 1 | ■ Линия Хаконэ-Тодзан | Одавара, ■Синдзюку (на линии Одавара), ○Кита-Сэндзю(на линии Тиёда) |
| 2 | ■ Линия Хаконэ-Тодзан | Одавара, ■Син-Мацуда (на линии Одавара)                             |
| 4 | ■ Линия Хаконэ-Тодзан | Гора                                                                |
| 5 | ■ Линия Хаконэ-Тодзан | Гора                                                                |

## Близлежащие станции
| «                   | «                   | Вид обслуживания    | »                   | »                   |
| Линия Хаконэ-Тодзан | Линия Хаконэ-Тодзан | Линия Хаконэ-Тодзан | Линия Хаконэ-Тодзан | Линия Хаконэ-Тодзан |
| ------------------- | ------------------- | ------------------- | ------------------- | ------------------- |
| Ириуда              |                     | Local               |                     | Конечная станция    |
| Конечная станция    |                     | Local               |                     | Тоносава            |
| Одавара             |                     | Limited Express     |                     | Конечная станция    |